# El Portezuelo (Catamarca)
El Portezuelo es una localidad del Departamento Valle Viejo, en la provincia de Catamarca, Argentina.

## Origen
La historia de El Portezuelo, se remonta a fines del siglo XVI, año 1591 cuando el gobernador del Tucumán Juan Ramírez de Velazco atraviesa a lo largo el Valle de Catamarca para llegar a la Rioja. Y lo hace explorando minuciosamente cada lugar, por el cual transita en compañía de sus hombres. Muchos de sus capitanes hacen una elección teórica de las numerosas regiones transitadas. Apenas fundada la Rioja, Ramírez de Velazco comienza a hacer merced de tierra de todo lo que significa el valle de Catamarca. El poblamiento de las mismas se hace masivo y la primera merced de origen riojano es la de Autigasta; concedida a don Alonso de Carrión el 9 de noviembre de 1591 en nombre del Rey de España en mérito de sus importantes servicios prestados a la corona. Las autoridades de la Rioja disponen la entrega de la merced y lo hace Antonio Álvarez, de origen Riojano, en el pueblo Choya “de la jurisdicción de los Diaguitas” el 9 de junio de 1592. En el año 1597, la viuda de Carrión Ana Vázquez de Camargo y su segundo esposo venden transformada en estancia la merced de Autigasta, con su algodonal y viñas, por 180 pesos plata, a Juan Bautista Muñoz, tucumano que instalado en la Rioja aparece siendo regidor del cabildo con el grado de capitán y haciendo de “maestre de campo de la ciudad y gobernación”. La Merced de Autigasta fue la base de lo que luego serían los pueblos de Huaycama, Santa Cruz y El Portezuelo. Autigasta; “pueblo viejo de indios” o pueblo la hambruna según la interpretación etimológica que le dan algunos autores. Con el tiempo estos conglomerados humanos van tomando su propia identidad, conservando sin embargo, una estrecha relación que tiene que ver quizás con sus orígenes. De acuerdo a datos encontrados en documentos pertenecientes al archivo histórico. Las primeras familias de las cuales se encuentran registros y se las ubica en El Portezuelo serían de apellidos Barros, Páez de Carcajena, Camacho, Oliveras y Pedrazaz. El Portezuelo “Puerta grande entre los cerros” o “Entrada grande”, según su etimología. Recostado sobre las falda del cerro Ancasti albergó a las primeras familias en el siglo XVIII, luego que Juan Bautista Muñoz decidiera entregar parte de sus tierras a los Barros, Páez de Carcajena, Camacho, Olivera y Pedrazaz. Quienes poseían tierras en comunidades cercanas. Estas familias se dedicaron a continuar con el cultivo del algodón, alfalfa viñas y a la cría de animales, caprinos, mulares y ovinos. El trabajo era realizado por naturales del lugar que habían pertenecido a la merced de Autigasta.

## Geografía

### Población
El Portezuelo tiene una población de 344 habitantes según datos del censo 2001 (INDEC).
De los 344 habitantes de El Portezuelo, 172 son mujeres y 172 son hombres. Por lo tanto, el 50,00 por ciento de la población son hombres y el 50,00 mujeres.
Si comparamos los datos de El Portezuelo con los de la provincia de Catamarca concluimos que ocupa el puesto 71 de los 155 municipios que hay en la provincia y representa un 0,1028 % de la población total de ésta.
A nivel nacional, El Portezuelo ocupa el puesto 2.219 de los 3.441 municipios que hay en la República Argentina y representa un 0,0011 % de la población total del país.
Resumen de El Portezuelo:
Dato	Valor
Población total 344
Hombres 172
Mujeres 172
% hombres	50,00
% mujeres	50,00
ranking provincial	71 / 155
ranking nacional	2.219 / 3.441

### Terremoto de Catamarca de 1898
Ocurrió el 4 de febrero de 1898 (127 años), a las 12.57 de 6,4 en la escala de Richter; a 28º26' de Latitud Sur y 66º09' de Longitud Oeste (28°26′59″S 66°9′0″O / -28.44972, -66.15000)
Destruyó la localidad de Saujil, y afectó severamente los pueblos de Pomán, Mutquín, y entorno. Hubo heridos y contusos.

#### Sismicidad
La sismicidad de la región de Catamarca es frecuente y de intensidad baja, y un silencio sísmico de terremotos medios a graves cada 30 años en áreas aleatorias. Sus últimas expresiones se produjeron:
- 21 de marzo de 1892 (132 años), a las 1.45 UTC-3 con 6,0 Richter; como en toda localidad sísmica, aún con un silencio sísmico corto, se olvida la historia de otros movimientos sísmicos regionales (terremoto de Recreo de 1892)
- 21 de octubre de 1966 (58 años), a las 12.39 UTC-3 con 5,0 Richter
- 3 de noviembre de 1973 (51 años), a las 14.17 UTC-3 con 5,8 Richter: además de la gravedad física del fenómeno se unió el olvido de la población a estos eventos recurrentes
- 7 de septiembre de 2004 (20 años), a las 8.53 UTC-3, con una magnitud aproximadamente de 6,5 en la escala de Richter (terremoto de Catamarca de 2004)[1]